# Guerra de Åland

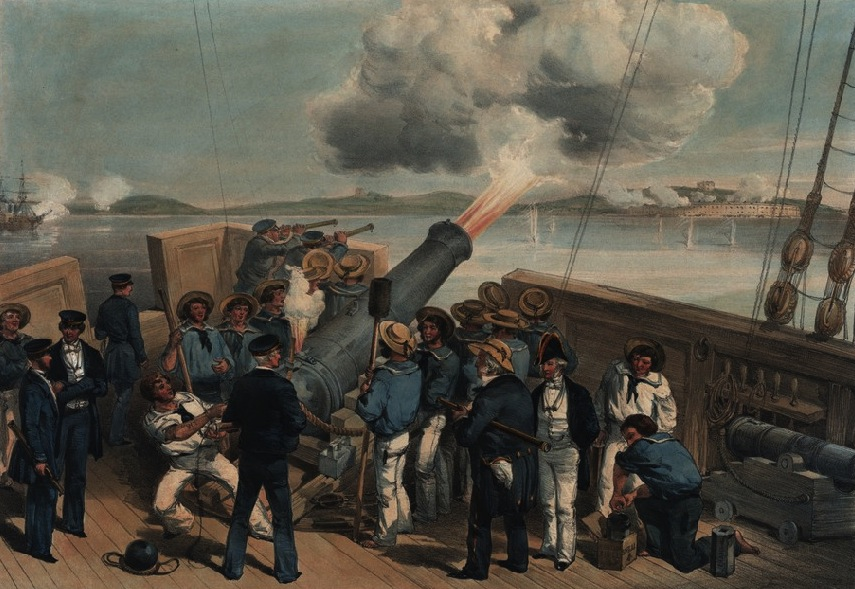
Guerra de Åland

A Guerra de Åland (em finlandês: Oolannin sota, em sueco: Åländska kriget) é o termo finlandês para as operações de uma força naval anglo-francesa contra instalações militares e civis na costa do Grão-Ducado da Finlândia em 1854-1856, durante a Guerra da Criméia entre o Império Russo e os aliados França e Grã-Bretanha. A guerra recebeu o nome da Batalha de Bomarsund em Åland. Embora o nome da guerra se refira a Åland, escaramuças também foram travadas em outras cidades costeiras da Finlândia, no Golfo de Bótnia e o Golfo da Finlândia.
O Império Russo, avançando na frente romena, provocou o Império Otomano a declarar guerra em 4 de outubro de 1853, e a Grã-Bretanha e a França decidiram apoiar os otomanos. O objetivo da Guerra de Åland era cortar as rotas de serviço e comércio exterior da Rússia e forçá-la a pedir a paz e envolver a Suécia na guerra contra a Rússia. O bloqueio deveria ser realizado de forma a tornar a marinha russa no mar Báltico inoperante ao destruir os fortes defensivos costeiros, a marinha e os armazéns comerciais que serviam como depósitos de comércio exterior. Uma parte significativa dos danos foi causada à Finlândia, já que grande parte da frota mercante que arvorava a bandeira russa naquela época estava na Finlândia, um Grão-Ducado autônomo sob a coroa russa desde 1809. A guerra teve um grande impacto na subsequente desmilitarização de Åland.

## Fim da guerra
Para o terceiro verão, os britânicos planejaram montar uma frota maior no mar Báltico, com mais de 250 navios, mas a Guerra da Criméia terminou antes que houvesse tempo para isso. Como resultado do fim da Guerra da Crimeia, a Guerra de Åland terminou com os britânicos demolindo a Fortaleza de Bomarsund, que havia sido oferecida pela primeira vez à Suécia como recompensa por permanecer neutra com medo das reações futuras da Rússia. Para britânicos e franceses, a Fortaleza de Bomarsund era um símbolo do expansionismo russo que ameaçava a segurança da capital sueca, Estocolmo, durante a Guerra da Criméia. Oferecer a fortaleza à Suécia e depois destruí-la era prova da capacidade da Grã-Bretanha de amortecer os supostos esforços de expansão da Rússia.
Os britânicos exigiram no Tratado de Paz de Paris de 1856 que a Rússia mantivesse Åland não fortificada e neutralizada. A desmilitarização de Åland continuou mesmo após a Primeira Guerra Mundial, quando Åland foi finalmente confirmado como pertencente à Finlândia por uma decisão da Liga das Nações com base em documentos históricos. A razão era que também era governado por Turku, não Estocolmo, durante o governo sueco do Grão-Ducado da Finlândia, que incluía oito então províncias suecas. Em troca da confirmação de que a área pertencia à Finlândia, a Finlândia tinha que garantir o amplo autogoverno e os direitos culturais dos Ålanders. A desmilitarização continuou mesmo depois disso. A fortificação de Åland veio à tona nas negociações posteriores em 1938-1939, nas quais a União Soviética procurou proteger suas próprias áreas do mar Báltico de possíveis ataques alemães. Mesmo após a Segunda Guerra Mundial, Åland permaneceu uma região desmilitarizada.
A experiência da Guerra da Criméia na Rússia começou com um espírito de reforma, durante o qual o czar Alexandre II realizou grandes reformas sociais para modernizar e industrializar a Rússia.